# Alicia Zubasnabar de De la Cuadra
Alicia Zubasnabar de De la Cuadra   (Sauce, 15 de juliol de 1915 - La Plata, 1 de juny de 2008) Alicia –Licha– Zubasnabar de De la Quadra va ser una activista pels drets humans a l'Argentina, una de les dotze fundadores i primera presidenta de l'Associació Abuelas de Plaza de Mayo.

## Biografia
Alicia Zubasnabar de De la Quadra va néixer a la petita localitat de Sauce, el 1915. Allí es va casar i va tenir cinc fills amb Roberto Luís de la Quadra, obrer metal·lúrgic. El 1945 van migrar per a radicar-se a la ciutat de La Plata, capital de la província de Buenos Aires.
Durant la dictadura cívicomilitar autodenominada Procés de Reorganització Nacional (1976-1983) van ser segrestats-desapareguts el seu espòs (obrer de Propulsora Siderúrgica, d'Ensenada), el seu fill Roberto José, la seva filla Elena (que es trobava embarassada), el seu gendre Héctor Baratti i el seu altre gendre Gustavo Ernesto Fraire, amb el seu net, que sí que va recuperar. Després s'assabentaria que el 16 de juny de 1977 va néixer en captivitat la seva neta, a qui la mare va anomenar Ana Libertad. Cap d'ells va tornar a aparèixer.
Monsenyor Emilio Graselli, secretari privat del vicari castrense, monsenyor Adolfo Tortolo, que posseïa un registre de gran quantitat de desapareguts i sobretot estava relacionat amb la sort dels bebès nascuts en captivitat, la va informar que el seu fill havia mort i que la seva filla es trobava detinguda.

A l'any següent Alicia Zubasnabar va rebre notícies del naixement de la seva neta i de les condicions deplorables en què es trobaven la seva filla i el seu gendre: 
| « | Aquest dia (11 de juliol de 1977), va arribar a casa un home jove que deia haver estat a la comissaría Quinta de La Plata, en la mateixa cel·la que el marit de l'Elena. Del meu fill no me'n va parlar. Però em va explicar que l'Elena havia tingut una nena, que li havia posat Anna, que havia pesat 3 quilos 750 grams, que li van ser preses les empremtes plantars. Em va dir que l'Elena compartia el calabós amb cinc noies més –enmig de la més absoluta falta d'higiene– i que va tenir la criatura sense atenció mèdica i tirada a terra, mentre les seves companyes cridaven espantosament, demanant ajuda. Em va explicar que el marit de l'Elena, juntament amb 35 homes més, estava en aquell moment a la cel·la del costat, emmanillat i amb els ulls embenats i que el torturaven periòdicament. Al final, molt adolorit, em va confessar que al cap de quatre dies de néixer, l'Anna va ser separada de la seva mare i que l'Hèctor havia demanat una mena d'últim prec: Busqueu la nostra filla. | » |

Els jutges es van negar sistemàticament a impulsar cap investigació. Poc després ―gràcies a negociacions realitzades no per l'Església catòlica a l'Argentina sinó per l'orde jesuïta a Itàlia― va intervenir monsenyor Mario Pichi, que es va entrevistar amb el coronel Enrique Rospide per demanar-li si podia lliurar el nadó a la seva àvia. Aquest últim va respondre:
| « | El que em demana és impossible, monsenyor. La nena ―i això és un fet irreversible― ja ha estat lliurada a una família massa important. | » |

## Abuelas de Plaza de Mayo
El cop d'estat del 24 de març de 1976 va establir un règim terrorista que va tenir com a eix la desaparició forçada dels opositors i la imposició d'un clima de terror destinat a evitar qualsevol reclamació. En aquest moment la situació d'indefensió i impotència dels familiars de les persones desaparegudes era extrema, ja que cap democràcia del món, ni l'Església catòlica, o les organitzacions internacionals humanitàries, estava disposada a condemnar les atrocitats comeses pel règim militar i, per contra, en alguns casos cooperaven amb la repressió il·legal. Tampoc era possible recórrer al sistema judicial. En aquestes condicions un grup de mares, pares i familiars dels desapareguts van iniciar un moviment de resistència no violenta, que seria històric. La proposta va sorgir d'Azucena Villaflor, després desapareguda i assassinada per la dictadura:
| « | Hem d'anar directament a la Plaza de Mayo i quedar-nos-hi fins que ens donin una resposta. | » |

 El 30 d'abril de 1977 van començar a marxar cada dijous al voltant de la Piràmide de Mayo, a la plaça del mateix nom, situada davant de la Casa Rosada, la seu del govern. Per cridar l'atenció les dones van decidir cobrir-se el cabell amb un bolquer de tela blanc. El grup va rebre ràpidament el nom de Madres de Plaza de Mayo i la seva sola presència va començar a exercir pressió nacional i internacional sobre la destinació de les persones que desapareixien a l'Argentina. Entre aquestes mares i àvies hi havia Alicia Zubasnabar de De la Quadra, "Licha", que havia començat a participar en les rondes al setembre de 1977, juntament amb el seu marit i Hebe de Bonafini.

Llavors una altra mare-àvia, María Isabel Chorobik de Mariani, "Chicha", havia començat a buscar altres mares de desapareguts que, com ella, també estiguessin buscant els seus nets. Mariani havia estat impulsada a agrupar-se amb altres àvies per Lidia Pegenaute, una advocada que exercia com a assessora de menors en els tribunals de la Plata, on aquella intentava infructuosament trobar alguna solució per al seu cas. En el segon semestre de 1977 Mariani va anar a buscar a de la Quadra a casa seva, a la Plata:
| « | El dia que vaig conèixer l'Alícia ella duia una bata de color de rosa i endreçava casa seva. Vam començar a parlar i vam perdre la noció del temps. Aquell dia vaig començar a descobrir el que realment estava passant i a entendre que la cerca s'havia de fer d'una altra manera, que no hi havia un sol nen desaparegut sinó com a mínim dos. I si n'hi havia dos, quants més podrien ser? Per primera vegada vaig tenir la sensació horrorosa que no trobàvem els nens perquè no ens els volien donar. | » |

Aquest dia Chicha i Licha van prendre la decisió d'agrupar-se com a àvies i aquesta va convocar les que coneixia de les rondes dels dijous a la Plaza de Mayo.
| « | Licha (Alícia de De la Cuadra) va buscar les altres àvies que ja coneixia de la Plaza de Mayo, ens vam reunir i vam decidir començar a treballar juntes. Érem 12 en aquell moment. A mi em va sorprendre veure-les amb tanta serenitat; jo era un plor continu, les veia a elles tan serenes i deia 'he de ser com elles'. Primer ens vam donar a conèixer com a «Abuelas Argentinas con Nietitos Desaparecidos». Però vam anar creixent, la gent va començar a conèixer-nos i a anomenar-nos les “Abuelas de Plaza de Mayo”. (Chicha Mariani). | » |

Les dotze mares-àvies fundadores van ser: María Isabel Chorobik de Mariani, Beatriz H. C. Aicardi de Neuhaus, Eva Márquez de Castillo Barrios, Alicia Zubasnabar de De la Cuadra, Vilma Delinda Sesarego de Gutiérrez, Mirta Encunya de Baravalle, Haydee Vallino de Lemos, Leontina Pobla de Pérez, Delia Giovanola de Califano, Raquel Radio de Marizcurrena, Clara Jurado i María Eugenia Casinelli de García Irureta Goyena. Licha Zubasnabar va ser la seva primera presidenta.
Aquest subgrup de les Madres va comprendre que la situació dels nens segrestats per les forces de seguretat era diferent de la dels seus pares i que es requerien estratègies i metodologies específiques per a recuperar-los. "Buscar els seus nets sense oblidar els seus fills", va ser la consigna que les va agrupar.
Durant la dictadura militar i malgrat els riscos, les Àvies de Plaza de Mayo van iniciar una tasca detectivesca per a localitzar-los, alhora que emprenien una acció de sensibilització nacional i internacional sobre els nens desapareguts i el robatori de bebès.
Un cop recuperada la democràcia el 10 de desembre de 1983 les Abuelas van promoure la utilització dels últims avançaments genètics per a establir un sistema d'identificació dels nets robats, sense antecedents en el món, i van pressionar perquè l'Estat jutgés els responsables dels segrestos dels nens, considerant-ho part d'un pla repressiu.

El 1984 les Abuelas es van organitzar com a associació civil sense finalitat de lucre. Alicia Zubasnabar va deixar la presidència, que va passar a exercir María Isabel de Mariani (Chicha). En aquells dies el seu marit acabava de morir. Des de llavors Alicia Zubasnabar va continuar com a vocal de l'associació. Fins a 2008, les àvies de Plaza de Mayo havien recuperat 88 nets. S'estima que en total van ser segrestats uns cinc-cents nens, nascuts entre 1975 i 1980.
| « | I això no obstant, una continua esperant. Continuem esperant. I jo crec que esperarem de per vida. Moltes vegades m'he sentit desesperada i impotent davant d'aquesta muralla de silenci i negació total del que ha passat. Però mai, mai vençuda i en tot moment amb la convicció de seguir la meva lluita fins a trobar tots els nets i la meva neta, fins a aconseguir la restitució a la seva veritable llar, fins a poder embolcallar-la als braços com volien els seus pares. I si no puc tenir els meus fills desapareguts, continuaré lluitant per aclarir tot el que ha passat, perquè els argentins i el món sencer sàpiguen, sense cap mena de dubte, quins van ser els assassins. (Alícia Zubasnabar de De la Cuadra). | » |

## Reconeixements
El 2007 Alicia Zubasnabar va ser distingida com a "dona destacada" pel Congrés de la Nació Argentina, i el 2005 com a "ciutadana il·lustre" per la Província de Corrientes.

## Trobada d'Ana Libertad
El 21 d'agost de 2014, l'entitat Abuelas de Plaza de Mayo, liderada per la seva presidenta Estela de Carlotto va donar a conèixer la notícia que havien trobat la neta número 115, filla d'Elena De la Cuadra i Héctor Baratti i neta d'Alicia Zubasnabar de De la Cuadra. Ana Libertad resideix als Països Baixos i es va fer voluntàriament una anàlisi arran d'una recerca judicial que van dur a terme les Abuelas a partir d'una denúncia realitzada el 2010 i per la qual se l'assenyalava com una possible filla de desapareguts.